# Nazionale maschile di pallanuoto dei Paesi Bassi
La nazionale di pallanuoto maschile olandese (Nederlandse waterpoloploeg) è la rappresentativa pallanuotistica dei Paesi Bassi nelle competizioni internazionali. La federazione a cui fa riferimento è la Koninklijke Nederlandse Zwembond (KNZB).

## Storia
In passato è stata una delle nazionali di punta di questo sport, avendo vinto un titolo europeo (1950) e conquistato altre medaglie e piazzamenti di rilievo nelle competizioni internazionali. Negli anni ottanta del XXI secolo è iniziata una fase di declino che l'ha portata lontano dai vertici internazionali.

## Risultati

### Massime competizioni
Olimpiadi
- 1908 4º
- 1920 4º
- 1924 Quarti di finale
- 1928 Quarti di finale
- 1936 5º
- 1948  3°
- 1952 5º
- 1960 8º
- 1964 8º
- 1968 7º
- 1972 7º
- 1976  3°
- 1980 6º
- 1984 6º
- 1992 9º
- 1996 10º
- 2000 11º

Mondiali
- 1973 8º
- 1975 8º
- 1978 13º
- 1982 4º
- 1986 14º
- 1994 8º
- 2001 9º

Europei
- 1927 11º
- 1934 9º
- 1938  3°
- 1947 5º
- 1950  1°
- 1954 4º
- 1958 6º
- 1962 6º
- 1966 8º
- 1970 5º
- 1974 4º
- 1977 5º
- 1981 8º
- 1983 6º
- 1985 7º
- 1989 8º
- 1991 9º
- 1993 8º
- 1995 10º
- 1997 9º
- 1999 12º
- 2001 10º
- 2003 11º
- 2006 10º
- 2012 10º
- 2016 12º
- 2018 10º
- 2020 15º
- 2022 11º
- 2024 11º

### Altre competizioni
Coppa del Mondo
- 1983 6º
- 1985 6º
- 1995 7º
- 2025 6º

World League
- 2003 6º

## Formazioni

### Olimpiadi
Giochi olimpici - Londra 1908Benenga · Cortlever · Hulswit · E. Meijer · K. Meijer · Ooms · Rühl, CT: -
Giochi olimpici - Anversa 1920Bohlander · Cortlever · Hoogendijk · Kratz · Meijer · Plantinga · van Silfhout · Struijs · van der Velden, CT: -
Giochi olimpici - Parigi 1924G. Bohlander · W. Bohlander · Bokhoven · den Boer · Köhler · Struijs · H. van Senus · A.H. Gödings · van Olst · R. van Senus, CT: -
Giochi olimpici - Amsterdam 1928K. Köhler · S. Köhler · Kuijper · Leenheer · van Olst · Scholte · H. van Senus · P. van Senus · van Silfhout · H. Minnes · Rijke, CT: -
Giochi olimpici - Berlino 1936den Hamer · Franken · Maier · Regter · van Aelst · van Heteren · van Oostrom Soede · van Woerkom · Veenstra · Stam · Mooi Wilten, CT: Frans Kuijper
Giochi olimpici - Londra 1948Braasem · Keetelaar · Korevaar · Rohner · Ruimschotel · Salomons · Smol · Stam · van Feggelen · Cabout · Smael, CT: Frans Kuijper
Giochi olimpici - Helsinki 1952van Gelder • Bijlsma • Korevaar • Braasem • Smol • van Feggelen • Cabout • de Gans • Finee • Luchs • Sievers, CT: Frans Kuijper
Giochi olimpici - Roma 1960Kniest · Lamme · van der Zwan · Ran · Leenards · Vriend · van Dorp · Muller · Hermsen · de Boer · van Spingelen, CT: Cor Braasem
Giochi olimpici - Tokyo 1964Hermsen • Leenards • van Spingelen • Wormgoor • van Dorp • H. Vriend • van der Voet • W. Vriend • Muller • Bultman • Kniest, CT: Ruud van Feggelen
Giochi olimpici - Città del Messico 1968de Vries • Wouda • Geutjes • Hoogveld • van Dorp • Parrel • van der Voet • Moolhuijzen • Bongers • Hermsen • Kroon, CT: Ruud van Feggelen
Giochi della XX Olimpiade - Monaco di Baviera 1972Kroon • Wouda • Veer • Hoogveld • Hermsen • Parrel • Schmidt • Bras • Buunk • Stroboer • van de Schilde, CT: Harry Vriend
Giochi olimpici - Montréal 1976Boegschoten · Buunk · de Zwarte · Hoepelman · Kroon · Landeweerd · Smits · Stroboer · Toonen · van Zeeland · Veer, CT: Ivo Trumbić
Giochi olimpici - Mosca 1980de Bie • Landeweerd • Veer • van Zeeland • Buunk • Noordegraaf • van Belkum • van Mil • Nieuwenhuizen • Korevaar • Misdorp, CT: -
Giochi olimpici - Los Angeles 1984de Bie • Landeweerd • Noordegraaf • van Es • Buunk • Nieuwenhuizen • van Belkum • van Mil • Aantjes • Heiden • Pielstroom • van Noort • Misdorp, CT: -
Giochi olimpici - Barcellona 19921 van de Bunt, 2 van Belkum, 3 van der Leden, 4 van der Meer, 5 Scherrenburg, 6 Nieuwenburg, 7 Issard, 8 de Vries, 9 Jansen, 10 Havekotte, 11 Wagenaar, 12 Pielstroom, 13 Brinkman, CT: Ivo Trumbić
Giochi olimpici - Atlanta 1996van de Bunt • de Groot • Havenga • Issard • de Jong • van der Kolk • Kunz • van der Meer • Nieuwenburg • Stoffels • Uri • de Vries, CT: Hans van Zeeland
Giochi olimpici - Sydney 2000van de Bunt • Havenga • de Jong • Boom • Brebde • Uri • Silvis • van der Meer • Thomas • Booij • de Bruijn • Zuidweg • Vermeulen, CT: Johan Aantjes

### Europei
- Europei - Vienna 1950 -  Oro:

Max van Gelder, Cor Braasem, Hennie Keetelaar, Gerrit Bijlsma, Nijs Korevaar, Ruud van Feggelen, Frits Smol, Gaston Finee, All: Frans Kuijper

## Rosa attuale
Convocati per gli Europei di Belgrado 2016. Sono riportate le squadre di militanza di ciascun giocatore nel momento dell'inizio della manifestazione.
| N° | Nome                    | Ruolo | Data di nascita  | Squadra         |
| -- | ----------------------- | ----- | ---------------- | --------------- |
|    | Lars Gottemaker         | A     | 29 luglio 1987   | Het Ravijn      |
|    | Robin Lindhout          | D     | 25 ottobre 1990  | Mataró          |
|    | Thomas Lucas            | CB    | 25 aprile 1989   | Mataró          |
|    | Luuk Gielen             | CV    | 26 novembre 1990 | Partizan        |
|    | Ruud van der Horst      | D     | 3 giugno 1991    | Polar Bears Ede |
|    | Eelco Wagenaar          | P     | 22 novembre 1991 | Polar Bears Ede |
|    | Lars Reuten             | D     | 25 agosto 1993   | Rubì            |
|    | Jesse Koopman           | D     | 4 aprile 1993    | Sabadell        |
|    | Yoran Frauenfelder      | CV    | 21 maggio 1992   | Sant Andreu     |
|    | Jorn Winkelhorst        | CB    | 26 dicembre 1991 | Sant Andreu     |
|    | Ruben Hoepelman         | P     | 30 agosto 1993   | Utrecht         |
|    | Roeland Spijker         | CV    | 13 marzo 1985    | Utrecht         |
|    | Joep van den Bersselaar | A     | 2 giugno 1993    | Utrecht         |